# Jorge Díaz (dramaturgo)
Jorge Díaz Gutiérrez (Rosario, 20 de febrero de 1930-Santiago, 13 de marzo de 2007) fue un dramaturgo chileno. Nació en Argentina de padres españoles. Vivió en Chile desde los tres hasta los 35 años. Luego residió en España a partir de 1965 y regresó a Chile en 1993 para recibir el premio internacional de teatro. Permaneció en este último país hasta su muerte. 
Fue el autor de más de un centenar de obras, entre las que destacan El cepillo de dientes y El velero en la botella.

## Biografía
Jorge Díaz cursó estudios de medicina en la Universidad Católica de Chile. Se inició en el teatro en 1960, como autor, actor y director del grupo de teatro independiente argentino Ictus, con el que llegaría a estrenar el grueso de su obra dramática. Su obra puede distribuirse en tres etapas: una primera inscrita en los parámetros del teatro del absurdo, una posterior más reflexiva y beligerante, como dramaturgo del exilio y una tercera de consagración y reconocimiento.
En 1969, reunió actores de distintos focos culturales y creó el grupo Teatro del Nuevo Mundo. Tras un periodo dedicado a la producción de obras de análisis de las relaciones de pareja, entró en una fase de compromiso social. Escribió obras de denuncia a raíz del golpe militar de 1973 en Chile y otras tragedias de la gestión política iberoamericana. De esa época son Mear contra el viento (1974), Toda esta larga noche (1976) y La puñeta (1977). 
En un campo alternativo, durante su etapa española, formó parte de la compañía del teatro infantil Trabalenguas.
En 1991 realizó un montaje colectivo sobre textos del poeta Pablo Neruda. Un año después, partició con esta obra en distintos festivales teatrales en Europa y en la Exposición Universal de Sevilla (1992).   
Díaz también escribió para radio y televisión, con radioteatros como La travesía (2004) y series para canales chilenos (La cosiaca, 1972) y españoles (El último verano, 1988).
Falleció, a causa de un cáncer de esófago, en 2007, a los 77 años de edad.
En 2006, la Casa de América en Madrid le dedicó un «antihomenaje» con la reposición de su obra número cien El Quijote no existe. Otro recuerdo fue la emisión en Radio Nacional de España de dos de sus obras: El guante de hierro y El Winnipeg, un homenaje al barco fletado por Neruda tras la guerra civil española, para trasladar de Francia a Chile a los refugiados españoles, y por la que la cadena pública española obtuvo un Premio Ondas.
La evolución dramática de Díaz fue desde la vanguardia al teatro social, centrándose en la crítica de la burguesía y el tema de la soledad con un lenguaje irónico y un humor negro que aparecen especialmente patentes en El cepillo de dientes (1961), Mata a tu prójimo como a ti mismo (1976) o Toda esta larga noche (1981).

## Obras

### Teatro
- La paloma y el espino, estrenado en diciembre de 1957, Teatro ÍCTUS, con funciones itinerantes al aire libre en el atrio de iglesias
- Manuel Rodríguez, estrenada en agosto de 1958, Teatro Santa Lucía de Santiago
- El cepillo de dientes (1960), estrenada por el ICTUS en mayo de 1961 en la Sala Talía de Santiago; dir.: Claudio di Girolamo, protagonistas: Jaime Celedón y Carla Cristi. En 1966 escribió una nueva versión que fue estranada el 17 de mayo de ese año en el teatro Valle Inclán de Madrid
- Un hombre llamado isla, estrenada por el ICTUS en mayo de 1961 en la Sala Talía de Santiago
- Réquiem para un girasol, estrenada por el ICTUS en noviembre de 1961 en la Sala Petit Rex de Santiago
- El velero en la botella, estrenada por el ICTUS en junio de 1962 en la Sala La Comedia de Santiago; publicada por la Editorial Universitaria, Santiago, 1974
- El lugar donde mueren los mamíferos, estrenada por el ICTUS en mayo de 1963 en la Sala La Comedia de Santiago; publicada por la Editorial Escelicer, Madrid, 1972
- Variaciones para muertos de percusión, estrenada por el ICTUS en octubre de 1964 en la Sala La Comedia de Santiago
- El nudo ciego (1964), estrenada por el ICTUS en marzo de 1965 en la Sala La Comedia de Santiago
- Topografía de un desnudo / N.N. (1965), estrenada  en 1966 en La Habana, dir.; Eugenio Guzmán
- El Génesis fue mañana / La víspera del degüello (1965), estrenada el 2 de marzo de 1970 en la sala Puente Cultural de Madrid
- Introducción al elefante y otras zoologías, 1968, estrenada en junio por el ICTUS en la Sala La Comedia de Santiago
- Algo para contra en Navidad (1968), estrenada en diciembre de 1973 por la compañía Ruiz de Alarcón en el teatro Colegio Salesiano, Sarriá, Barcelona
- Liturgia para cornudos / La cosiacosa (1969), estrenada en el Teatro Municipal de Las Condes en mayo de 1970
- La orgástula (1969)
- La pancarta o Está estrictamente prohibido todo lo que no es obligatorio / Amaos los unos a los otros (1970), estrenada en enero de 1971 por el Teatro del Nuevo Mundo con música de Vittorio Cintolesi, Madrid
- Americaliente (1971), estrenada en 4 de noviembre por el Teatro del Nuevo Mundo
- Antripofagia de salón (1971), estrenada el 23 de febrero de 1977 por la Compañía de Los Cuatro en la Sala de Conciertos del Ateneo de Caracas, Venezuela
- La corrupción del ángel cibernético (1971), estrenada por el grupo Orain de San Sebastián, España, en 1972
- Mear contra el viento, escrita en colaboración con Francisco Javier Uriz, septiembre de 1972, Estocolmo, Suecia; estrenada en abril de 1976 por el Agrupamiento de Amadores de Teatro, Lisboa, Portugal
- Las hormigas / Así en la tierra como en el suelo, 1974, basada en una idea de Francisco Javier Uriz; estrenada el 2 de noviembre de 1974 por el Teatro del Nuevo Mundo en el teatro club Pueblo de Madrid
- Mata a tu prójimo como a ti mismo / Esplendor carnal de la ceniza (1974); estrenada el 3 de junio de 1976 por la compañía El Tragaluz en el teatro Quart 23 de Valencia, España
- Ceremonia ortopédica (1975), estrenada el 27 de septiembre de 1976 por el grupo El Lebrel Blanco, teatro Gayarre de Pamplona, España
- El locutorio / Contrapunto para dos voces cansadas (1976), estrenada el 31 de octubre de 1979 por el crupo Aula de Teatro de la Universidad de Valladolid en el salón de actos de la Caja de Ahorros Provincial de Valladolid, España
- Toda esta larga noche / Canto subterráneo para blindar una paloma (1976), estrenada en 1981 en Múnich por el Theatre 44
- La puñeta (1977), basada en la creación colectiva del grup Aleph, con versos de Nicanor Parra e ideas de Jaime Vadell, estrenada en noviembre de 1977 por el grupo El Lebrel Blanco en su Sala de Pamplona, España
- Un día es un día / La carne herida de los sueños (1978), estrenada en noviembre de 1978 por el Teatro de Ensayo de Madrid en la Sala 2 del Centro Cultural de la Villa de Madrid
- La manifestación (1978)
- Ecuación (1979), versión definitiva de La corrupción del ángel cibernético, estrenada en octubre de 1979 por el Grupo de Teatro de Montserrat Julió en el Café-Teatro de Zaragoza
- El espantajo (1979); la pieza contiene ideas de La imagen de José Ricardo Morales, Chilex de Ariel Dorfman y Laxante para todos de Ángel García Pintado; esternada como L'Epouvantail por el Théatre Populaire du Midi, Nimes, Francia
- Oscuro vuelo compartido / Fragmentos de alguien (1979), estrenada el 13 de julio de l988 por el Teatro de la Universidad Católica de Santiago de Chile
- ¿Estudias o trabajas? (1980), estrenada el 12 de febrero de 1981 por el Teatro de Ensayo de Madrid en la Sala 2 del Centro Cultural de la Villa de Madrid
- Desde la sangre y el silencio / Fulgor y muerte de Pablo Neruda (1980), estrenada el 21 de enero de 1984 por el Volkstheater, Rostock, República Democrática Alemana
- Piel contra piel (1982)
- Andrea / Los jardines sumergidos,
- Dicen que la distancia es el olvido (1986)
- Fragmentos de alguien
- Las cicatrices de la memoria / Ayer sin ir más lejos (1984), estrenada el 23 de febrero de 1987 por la Compañía de Adolfo Marsillach en el Teatro Bellas Artes de Madrid
- El desvarío (1988)
- A imagen y semejanza
- El estupor (1990)
- Pablo Neruda viene volando, escrita en colaboración con el teatro ICTUS y estrenada por este en 1991 en la Sala La Comedia, Santiago
- El jaguar azul
- Ópera inmóvil (1994)
- Amoricidio (2005)
- El Quijote no existe, RIL Editores, 2005; estrenada el 10.01.2006 en el Centro Cultural de España, la protagonizó Pablo Krögh
- Fatiga de material (2006)
- Perversiones orales, texto breves, 2006
- La isla que navega a la deriva
- Un jardín secreto
- Obras esenciales. El resplandor de la memoria, 12 obras; RIL, 2017
- Obras breves. Actos inciertos, 28 obras y 3 divertimentos; RIL, 2017

### Teatro para niños
Disponible PDF con simbología desde aquí.
- Chumingo y el pirata de lata, en colaboración con Mónica Echeverría y firmada con el seudónimo de Pepe Abedul, Santiago, marzo de 1963. Música de Vittorio Cintolesi. Mayo de 1963. Teatro ICTUS. Teatro La Comedia, Santiago
- Serapio y Yerbabuena, junio de 1963, Santiago; ICTUS, septiembre de 1963. Teatro La Comedia; Ediciones Don Bosco, Barcelona, 1976 (“Serapio e Erbabuona”, Editrice Elle Di Ci. Italia, 1980)
- La mala Nochebuena de don Etcétera, agosto de 1964, Santiago, con música de Víctor Jara. Diciembre de 1964. Compañía de Chela Hidalgo. Teatro “Astor” de Santiago de Chile.  Premio de Teatro Infantil “Calaf” 1964. Santiago de Chile.
- Los ángeles ladrones (El día en que los ángeles se comieron los pájaros cucú), marzo de 1967, Madrid. Música de Vittorio Cintolesi.  1970. Teatro “ICTUS”. Teatro “La Comedia” de Santiago de Chile. Premio de Teatro Infantil “Barahona de Soto”, 1978, Lucena, Córdoba, España.  “Os anxos cómense crus”, Editorial “Galaxia”, Vigo, 1973.  “Los ángeles ladrones”, Editorial “Emisión”, Colección V Centenario, Santiago de Chile, 1992.
- Pirueta y voltereta, noviembre de 1969. Madrid. Música de Vittorio Cintolesi.  Mayo de 1970. Compañía “Los Trabalenguas”. León. España.
- El pirata de hojalata, basada en Chumingo y el pirata de lata, versión personal de Jorge Díaz. 1972. Madrid. Diciembre de 1972. Compañía “Los Trabalenguas”. Huelva, España.
- Rascatripa, enero de 1973. Madrid.  Marzo de 1973. Compañía “Los Trabalenguas”. Teatro “Alfil” de Madrid, España.  Premio de Teatro Infantil “Ciudad de Barcelona”, 1973. Barcelona.
- La barraca de Jipujapa, noviembre de 1973. Madrid.  Marzo de 1973. Compañía “Los Trabalenguas”; Teatro “Alfil”, Madrid, España.
- Cuentos para armar entre todos, septiembre de 1974. Madrid.  Febrero de 1975. Compañía “Los Trabalenguas”; Teatro “Alfil”, Madrid.
- Rinconete y Cortadillo, adaptación musical de la novela homónima de Miguel de Cervantes. Octubre de 1975.  Julio de 1976. Compañía “Los Trabalenguas”. Festivales de España 1976. Vigo, Galicia.
- El supercoco, febrero de 1976. Madrid.  Premio de Teatro Infantil “Barahona de Soto”, 1976. Lucena, Córdoba, España.
- La ciudad tiene la cara sucia, septiembre de 1976, Madrid.  Enero de 1977. Compañía “Los Trabalenguas”. Plaza del Conde de Valle Súchil, Madrid. Editorial Emisión. Colección V Centenario. Santiago de Chile, 1992.
- El generalito, mayo de 1979. Madrid.  Septiembre de 1979. Madrid. “El Generalet” (en catalán). Edicions Don Bosco, 1979. Barcelona.  Revista “Conjunto”. Casa de las Américas. La Habana, Cuba.
- Séneca, ratón de biblioteca (Aventuras con ton y son o Aventuras de papel), enero de 1979. Madrid. Junio de 1982. Grupo “Taormina” de Getafe, Madrid, España. Ayuntamiento de Getafe.  Premio de Teatro Infantil “Barahona de Soto”, 1979. Lucena Córdoba.  Incluida en el Volumen de Teatro Infantil “Del aire al aire”.  Editorial Universitaria, 1993. Santiago de Chile.
- La dragonera, octubre de 1979. Madrid. Junio de 1980. Grupo “La Trepa”. Barcelona, España.
- Cacos y comecocos (El imperio del humo), junio de 1980. Madrid.  11 de enero de 1981. Compañía “Los Trabalenguas”. Auditorium del Centro Cultural de la Villa de Madrid, España.  Premio de Teatro Infantil “Tilingo”. 1980.  Caracas, Venezuela.
- Los juguetes olvidados, noviembre de 1980. Madrid.  Mayo de 1981. Grupo “La Trepa”. Barcelona, España.
- El guirigay (Zambacanuta o La escuela refrescante), junio de 1981. Música de Vittorio Cintolesi.  “Zambacanuta”. 1983. Grupo de Teatro “Saltalaucha”. Teatro “Ñuñoa” de Santiago de Chile.  “La escuela refrescante”. 1 de mayo de 1988. Grupo “Papalote” de  Ana Reeves. Teatro “Camilo Henríquez” de Santiago de Chile.  Premio de Teatro Infantil “Barahona de Soto”, 1981, Lucena, Córdoba, España.  Editorial “Emisión”. Colección V Centenario, 1992. Santiago de Chile.
- Ulises en el titirimundo, noviembre de 1981. Madrid. Octubre de 1985. Grupo “Taormina” de Getafe, Madrid, España.  Ayuntamiento de Getafe.  Editorial “Emisión”. Colección V Centenario, 1992. Santiago de Chile.
- Viaje alrededor de un pañuelo, julio de 1982. Madrid, España.  14 de febrero de 1983. Compañía “Los Trabalenguas”. Auditorium del Centro Cultural de la Villa de Madrid, España.
- La ciudad al revés, enero de 1983. Madrid, España.  Octubre de 1983. Compañía “Los Trabalenguas”. Auditorium de Valencia, España.  Ediciones del Aula de Cultura del Cabildo Insular de Tenerife, Canarias, 1985.
- Entre pícaros anda el juego (Picaros), agosto de 1983. Madrid, España.  Noviembre de 1983. Teatro Mínimo “Los Trabalenguas”.  Campaña de Teatro Escolar en Madrid, España.
- La pandilla del arco iris, abril de 1993. Madrid, España.  1987. Grupo de Teatro Infantil de Claudio Pueller. Teatro de la Universidad Católica de Chile.  Incluida en el Volumen de Teatro Infantil “Del aire al aire”.  Editorial Universitaria, 1993. Santiago de Chile.
- La vuelta al volantín en ochenta pájaros, comedia musical con música de Vittorio Cintolesi, mayo de 1985, Madrid.  Editorial “Emisión”. Colección V Centenario, Santiago de Chile, 1992.
- Abracadabra pata de cabra, diciembre de 1985. Madrid. Incluida en el Volumen de Teatro Infantil “Del aire al aire”.  Editorial Universitaria, 1993. Santiago de Chile.
- El mundo es un pañuelo (nueva versión de Viaje alrededor de un pañuelo), julio de 1989. Madrid, España. Música de Vittorio Cintolesi.  Febrero de 1990. Grupo “Taormina” de Getafe, Madrid, España. Ayuntamiento de Getafe.  Diciembre de 1990. Compañía de Teatro Infantil de Jorge Guerra.  Centro de Extensión Artística y Cultural de la Universidad de Chile.  Premio de Teatro APES, Asociación de Periodistas de Espectáculos de Santiago, 1991.  Incluida en el Volumen de Teatro Infantil “Del aire al aire”.  Editorial Universitaria, 1993. Santiago de Chile.
- La isla salvada del naufragio, enero de 1994. Santiago de Chile.  20 de marzo de 1994. Grupo de Teatro dirigido por María Elena Gertner. Isla Negra, Chile.
- Cuentos inolvidables del ratón de biblioteca, septiembre de 1995. Santiago, Chile. Música y canciones de Vittorio Cintolesi.  Espectáculo de Navidad de 1995. Presidencia de la República.  Estadio Nacional de Santiago de Chile.
- La pandilla solidaria, escrito en colaboración con Carlos Genovese.  Mayo de 1997, Santiago de Chile. Espectáculo de Navidad de la Presidencia de la República. Estadio Nacional de Santiago.
- El cañonísimo, octubre de 1997.  Grupo “El Riel ”, octubre de 1998. Feria del Libro de Santiago  “Repertorio de Teatro Escolar”. RIL Editores, mayo de 1998. Santiago de Chile.
- La vuelta al mundo con un refrío, marzo de 1997.  “Repertorio de Teatro Escolar”. RIL Editores, mayo de 1988. Santiago de Chile.
- Operación Gloglorón, octubre de 1997.  “Repertorio de Teatro Escolar”. RIL Editores, mayo de 1998. Santiago de Chile.
- Pon tu grito en el cielo, octubre de 1997. “Repertorio de Teatro Escolar”. RIL Editores, mayo de 1988. Santiago de Chile.
- La escuela de las maravillas, en colaboración con Carlos Genovese, mayo de 1998 en Santiago de Chile. Espectáculo de Navidad de la Presidencia de la República. Estadio Nacional, Santiago.
- Instrucciones para cambiar de piel, octubre de 1997.  Incluida en “Teatro chileno representable II”, Arrayán Editores.  Santiago de Chile, 1997.

## Premios y reconocimientos
- Premio de la Crítica de Santiago 1961 por Réquiem para un girasol
- Premio Municipal de Literatura de Santiago 1963 por El velero en la botella
- Premio Laurel de Oro de Santiago 1964 por Variaciones para muertos de percusión
- Mención especial en el Premio Casa de las Américas 1964 por Variaciones para muertos de percusión
- Mención especial en el Premio Casa de las Américas 1966 por Topografía de un desnudo (N.N.)
- Premio Revista J20 de Teatro 1973 (Barcelona) por Algo para contra en Navidad
- Premio Tirso de Molina 1975 (Instituto de Cultura Hispánica, Madrid)
- Primer premio del concurso de teatro El Lebrel Blanco 1976
- Premio Valladolid de Teatro Breve 1976 (Caja de Ahorros Provincial de Valladolid)
- Premio Falencia de Teatro 1986 por  N.N. (Topografía de un desnudo)
- Premio Arturo Morales 1980 por Toda esta larga noche  (Las Palmas de Gran Canaria)
- Premio Palencia de Teatro 1980 por Oscuro vuelo compartido
- Premio Santiago Rusiñol 1981 por Desde la sangre y el silencio (Fulgor y muerte de Pablo Neruda)
- Segundo premio en el Cuarto Concurso de Dramaturgia Eugenio Dittborn, 1987 (otorgado por la Escuela de Teatro de la Universidad Católica) por Fragmentos de alguien (Oscuro vuelo compartido)
- Premio de Teatro Breve en el VI Certamen Literario de Santurce 1989 (Bilbao) por Los jardines sumergidos
- Premio de Teatro Centenario de la Caja de Ahorros de Badajoz 1989
- Premio Born de Teatro 1990 por A imagen y semejanza
- II Premio Literario Ciudad de Segovia 1990, por El estipo
- Premio Antonio Buero Vallejo 1992 (Guadalajara)
- Premio Municipal de Literatura de Santiago 1999 por Pablo Neruda viene volando
- Premio Born de Teatro 1992 por El jaguar azul
- Premio Nacional de Artes de la Representación y Audiovisuales de Chile 1993
- Premio Mejores Obras Literarias Publicadas 1997 por Antología subjetiva
- Premio Mejores Obras Literarias Publicadas 2003 por Ciertas criaturas terrestres
- Premio Mejores Obras Literarias Publicadas 2004 por Íctus: La palabra compartida (tomos I y II), escritos con Nissim Sharim